# براون هال
براون هال (انگلیسی: Brian Hall; ۲۲ نوامبر ۱۹۴۶ – ۱۶ ژوئیهٔ ۲۰۱۵) بازیکن فوتبال اهل بریتانیا بود.
از باشگاه‌هایی که در آن بازی کرده‌است می‌توان به باشگاه فوتبال برنلی، باشگاه فوتبال پلیموث آرگیل، باشگاه فوتبال لیورپول، و باشگاه فوتبال نورتویچ ویکتوریا اشاره کرد.